# 塔魯薩區

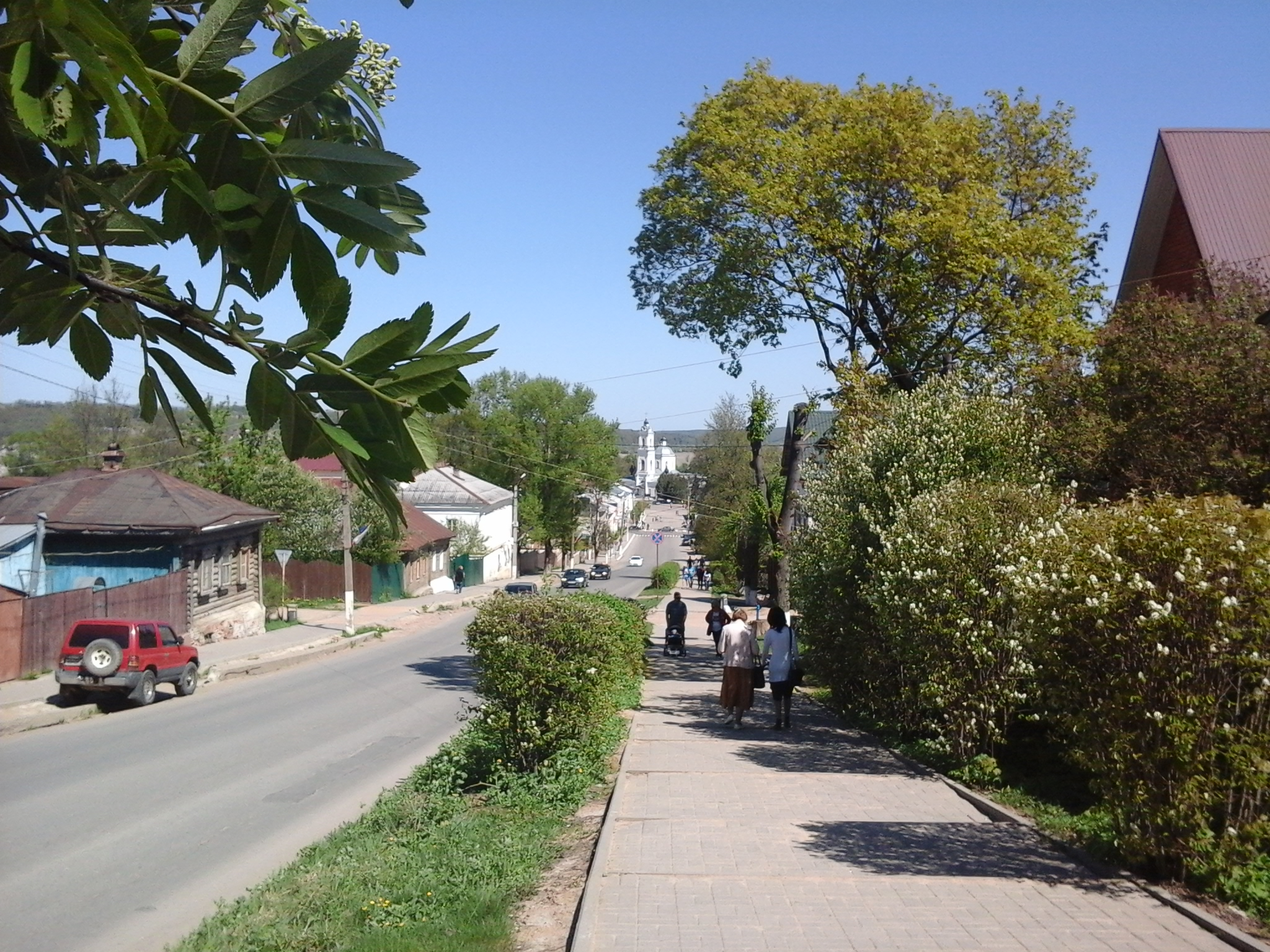

54°43′N 37°11′E / 54.717°N 37.183°E
塔魯薩區（俄语：Тарусский район），是俄羅斯的一個區，位於該國西部，由卡盧加州負責管轄，面積714.6平方公里，2010年該地區人口15,255，人口密度每平方公里21.35人。